# Délocalisation électronique

Benzène avec les électrons délocalisés représentés par le cercle.

La délocalisation électronique est le phénomène qui se produit quand un ou plusieurs électrons d'une molécule, d'un ion ou d'un métal ne sont pas associés à une liaison covalente ou un seul atome.

## Mésomérie
Dans le noyau aromatique simple de benzène, la délocalisation de six électrons π à l'intérieur de l'anneau en C6 est souvent indiqué graphiquement par un cercle. Le fait que les six liaisons C-C sont équidistantes est lié à cette délocalisation. Dans la théorie de la liaison de valence, la délocalisation dans le benzène est représentée par des formes de résonance.

## Liaison métallique
Des électrons délocalisés existent dans la structure des métaux solides. La structure métallique consiste en un ensemble de cations baignant dans une « mer » d'électrons. 

## Orbitale moléculaire
Les méthodes ab initio standards de chimie quantique conduisent à des orbitales délocalisées qui, en général,  s'étendent à toute la molécule.